# Panamá en los Juegos Olímpicos de Helsinki 1952
Panamá estuvo representado en los Juegos Olímpicos de Helsinki 1952 por un deportista masculino que compitió en halterofilia.
El equipo olímpico panameño no obtuvo ninguna medalla en estos Juegos.